# Abram Jampolski
Abram Iljicz Jampolski (ros. Абрам Ильич Ямпольский; ur. 29 września?/11 października 1890 w Jekaterynosławiu, zm. 17 sierpnia 1956 w Moskwie) – rosyjski skrzypek i pedagog muzyczny.

## Życiorys
Ukończył studia w klasie skrzypiec Siergieja Korgujewa w Konserwatorium Petersburskim (1913). Uczył się ponadto u Nikołaja Sokołowa, Jāzepsa Vītolsa i Maksimiliana Sztajnberga. W latach 1913–1920 uczył w szkole muzycznej w Jekaterynosławiu, prowadził też działalność jako solista i kameralista. W 1920 roku wyjechał do Moskwy, gdzie grał w orkiestrze Teatru Bolszoj. W latach 1922–1932 był koncertmistrzem orkiestry Piersimfans. Od 1926 roku wykładał w Konserwatorium Moskiewskim, w latach 1936–1956 był kierownikiem wydziału skrzypiec.
Pisał transkrypcje na skrzypce, a także kadencje do koncertów Beethovena, Paganiniego i Brahmsa. Do grona jego uczniów należeli Leonid Kogan, Jelizawieta Gilels, Eduard Gracz, Izaak Żuk i Julian Sitkowiecki.